# 科爾雷恩鎮區 (北卡羅萊納州伯蒂縣)
科爾雷恩鎮區（英語：Colerain Township）是位於美國北卡羅萊納州伯蒂縣的一個鎮區。

## 地方資料
科爾雷恩鎮區的面積為209.27平方千米，皆為陸地。根據2020年美國人口普查的數據，當地共有人口1969人，而人口密度為每平方千米9.41人。